# کری آندروود
کری ماری آندروود (انگلیسی: Carrie Marie Underwood؛ زادهٔ ۱۰ مارس ۱۹۸۳) خواننده و ترانه‌نویس آمریکایی است. او پس از پیروزی در فصل چهارم شوی تلویزیونی امریکن آیدل در سال ۲۰۰۵ به شهرت رسید و چندین جایزه گرمی و چندین گواهی‌نامه فروش برای آلبوم‌ها و تک‌آهنگ‌هایش برنده شده است. نخستین آلبوم او با نام بعضی قلب‌ها به‌عنوان پرفروش‌ترین آلبوم نخست از یک خوانندهٔ تک‌خوان زن در تاریخ سبک کانتری شناخته شده است.
او در چهل و نهمین دورهٔ مراسم گرمی (۲۰۰۷) برندهٔ جایزهٔ بهترین هنرمند جدید شد و در ۳ سال متوالی در سال‌های ۲۰۰۷، ۲۰۰۸ و ۲۰۰۹، جایزهٔ گرمی بهترین اجرای خوانندهٔ زن در سبک کانتری را به دست آورد. او همچنین در مراسم «جایزهٔ انتخاب مردم» ۲۰۰۹، ۳ جایزهٔ بهترین خواننده، جایزهٔ «دوست داشتنی‌ترین ستارهٔ زیر ۳۵ سال» و بهترین ترانهٔ سبک کانتری به‌خاطر آهنگ «نام خانوادگی» را کسب کرد.

## زندگی شخصی
کری ماری آندروود در ۱۰ مارس ۱۹۸۳ در ماسکووگی، اکلاهما به دنیا آمد. او دو خواهر بزرگتر دارد و در مزرعه والدینش در نزدیک بافت روستایی چکوتاه بزرگ شد. پدرش در کارخانه کاغذسازی کار می‌کرد و مادرش در مدرسه ابتدایی مشغول به تدریس بود. در دوران کودکی، آندروود در نمایش استعدادیابی اجرا کرد و در کلیسای محلی خود، آواز می‌خواند. او بعدها برای رویدادهای محلی در چکوتاه، از جمله رویداد لاینز کلاب، به اجرا پرداخت.
زمانی که آندروود ۱۴ ساله بود یکی از تحسین‌کنندگان محلی شرایطی فراهم آورد تا او برای تست خوانندگی کپیتال رکوردز به نشویل برود. در سال ۱۹۹۷، کپیتال رکوردز در حال آماده‌سازی قرارداد برای آندروود بود اما با تغییر مدیریت شرکت، آن را لغو کرد. آندروود در مورد این رخداد گفته که مشکلی با آن نداشت زیرا آن زمان آماده نبود.
در دوران تحصیل در دبیرستان چکوتاه، او عضو انجمن شاگردان ممتاز و سردستهٔ هلهله‌چیان بود و بسکتبال و سافت‌بال بازی می‌کرد. آندروود در سال ۲۰۰۱ از دبیرستان چکوتاه به‌عنوان شاگرد دوم کلاس فارغ‌التحصیل شد. او ابتدا پس از فارغ‌التحصیلی خوانندگی را دنبال نکرد و یک بار گفت: «بعد از دبیرستان، تقریباً رؤیای خوانندگی را رها کردم. به نقطه‌ای از زندگی‌ام رسیده بودم که باید اهل عمل می‌شدم و برای آینده ام در ' دنیای واقعی' آماده می‌شدم.»
آندروود در دانشگاه ایالتی شمال‌شرقی در تاهلکواه، اکلاهما شرکت کرد و با دومین سطح عالی در سال ۲۰۰۶ فارغ‌التحصیل شد. او مدرک کارشناسی در ارتباط جمعی با گرایش به روزنامه‌نگاری گرفت. او همچنین به‌عنوان پیشخدمت در پیتزافروشی و همچنین در باغ وحش و در یک کلینیک دامپزشکی کار کرده است.

## آلبوم‌ها
| سال انتشار | نام آلبوم           |
| ---------- | ------------------- |
| ۲۰۰۵       | Some Hearts         |
| ۲۰۰۷       | Carnival Ride       |
| ۲۰۰۹       | Play On             |
| ۲۰۱۲       | Blown Away          |
| ۲۰۱۵       | Storyteller         |
| ۲۰۱۸       | Cry Pretty          |
| ۲۰۲۰       | My Gift             |
| ۲۰۲۱       | My Savior           |
| ۲۰۲۲       | Denim & Rhinestones |

## تک‌آهنگ‌ها
| سال انتشار | نام آهنگ                    |
| ---------- | --------------------------- |
| ۲۰۰۵       | Inside Your Heaven          |
| ۲۰۰۵       | Jesus, Take the Wheel       |
| ۲۰۰۵       | Some Hearts                 |
| ۲۰۰۶       | Don't Forget to Remember Me |
| ۲۰۰۶       | Before He Cheats            |
| ۲۰۰۷       | Wasted                      |
| ۲۰۰۷       | So Small                    |
| ۲۰۰۷       | All-American Girl           |
| ۲۰۰۸       | Last Name                   |
| ۲۰۰۸       | Just a Dream                |
| ۲۰۰۹       | I Told You So               |
| ۲۰۱۶       | Dirty Laundry               |